# Pleurogonium chilense
Pleurogonium chilense är en kräftdjursart som beskrevs av Menzies1962. Pleurogonium chilense ingår i släktet Pleurogonium och familjen Paramunnidae. Inga underarter finns listade i Catalogue of Life.